# اویازد (شهرستان گروجیسک ویلکوپولسکی)
اویازد (به لهستانی:  Ujazd) یک روستا در لهستان است که در گمینا کامینگتس واقع شده‌است. اویازد ۲۶۷ نفر جمعیت دارد.